# Salvia azurea
Salvia azurea es una planta herbácea perteneciente a la familia de las lamiáceas. Es originaria del centro y este de Norteamérica.

## Descripción

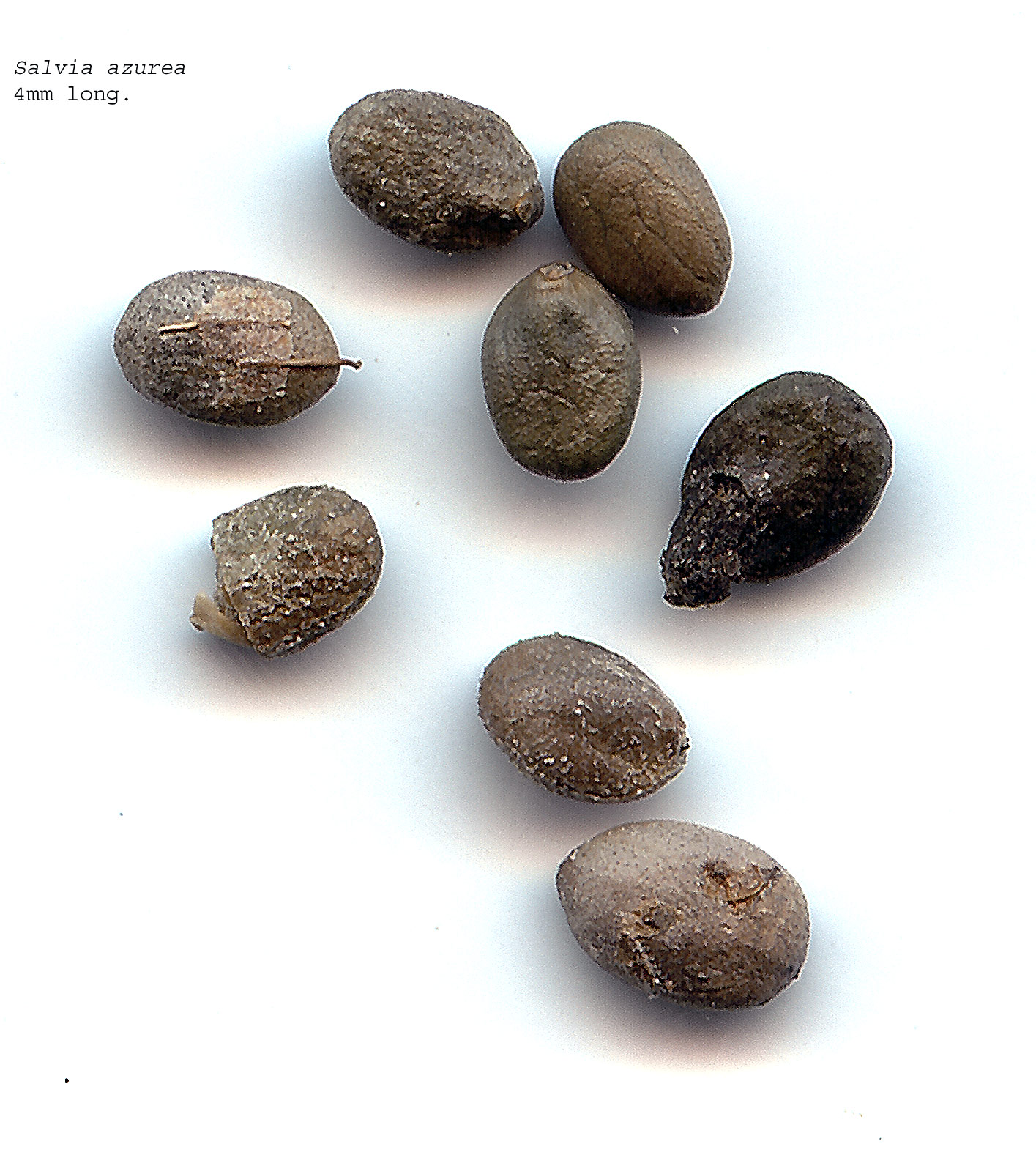
Semillas

Sus tallos delgados y erectos pueden alcanzar un tamaño de 1,5 m de altura, con hojas estrechas y puntiagudas, de bordes lisos para dentados, peludas y suaves de color verde, conectada con sus tallos por pecíolos de 1 cm de longitud. No tiene hojas basales.
Las flores azules (raramente blancas), de 7 a 12 mm de largo, aparecen de verano a otoño cerca de los extremos de sus picos ramificados o no ramificados, sus cálices son tubulares o en forma de campana y peludos. Dos variedades son Salvia azurea var. azurea (azul salvia) y Salvia azurea var. grandiflora (sabio lanzador). Se encuentra en estado silvestre en los caminos, claros , campos y pastos.

## Taxonomía
Salvia azurea fue descrita por Michx. ex Lam. y publicado en Enumeratio Plantarum . . . 1: 253. 1804.
Etimología
Ver: Salvia
azurea: epíteto latino que significa "de color azul profundo".
Sinonimia
- Salvia acuminata Vent.
- Salvia acuminatissima Steud.
- Salvia angustifolia Michx. '
- Salvia coriifolia Scheele
- Salvia elata Poir.
- Salvia elongata Torr.
- Salvia mexicana Walter
- Salvia pitcheri Torr. ex Benth.[6][7]